# Zu den Heiligen Zwölf Aposteln (Berlin)

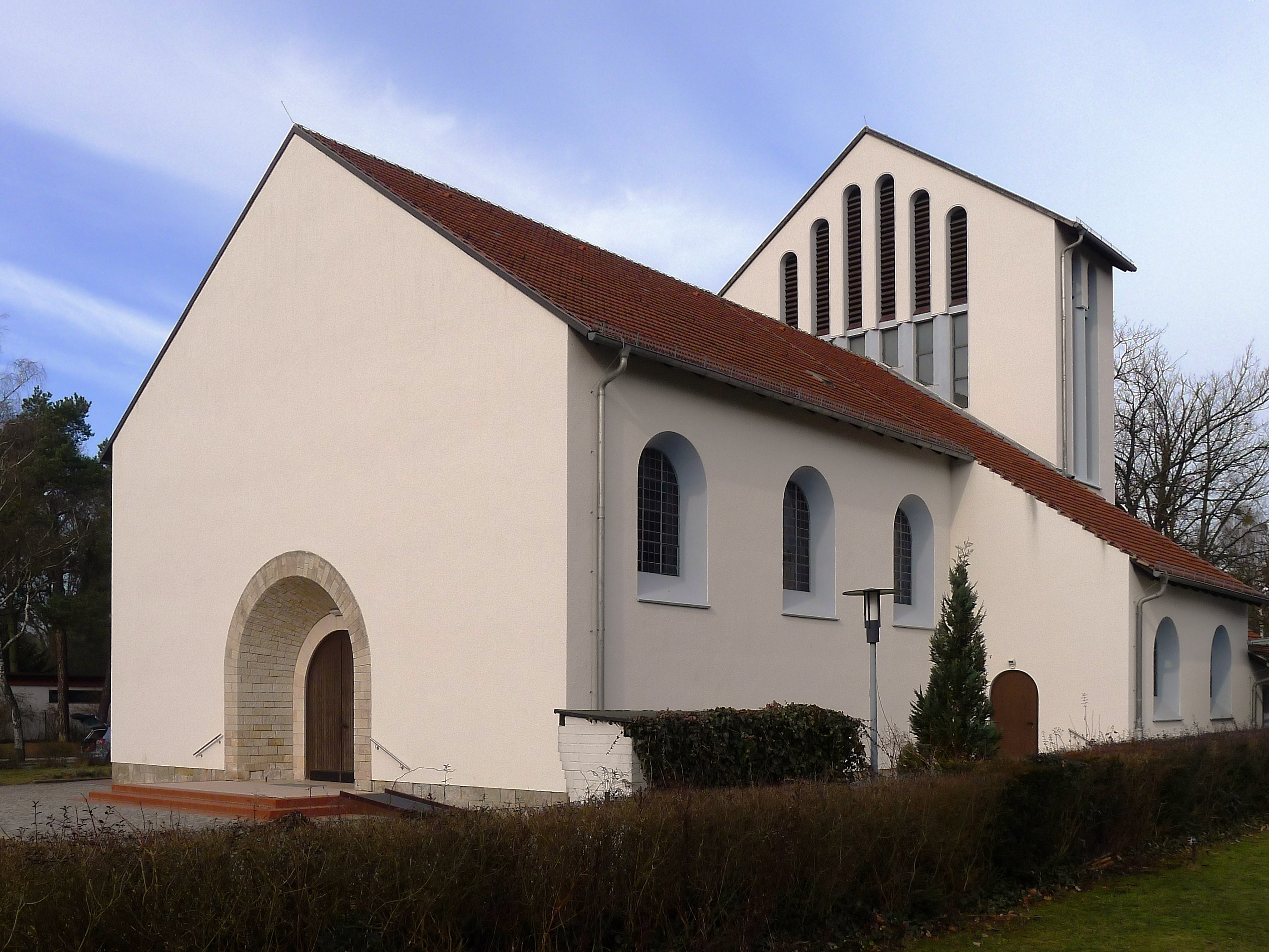
Kirche Zu den heiligen Zwölf Aposteln

Die römisch-katholische Kirche Zu den heiligen Zwölf Aposteln in der Wasgenstraße 49 im Berliner Ortsteil Schlachtensee des Bezirks Steglitz-Zehlendorf wurde 1953/54 gebaut. Den weiß verputzten Mauerwerksbau auf kreuzförmigem Grundriss, dessen Chor sich unter dem Glockenturm befindet, entwarf Julius Schmidt im Baustil der Heimatschutzarchitektur.

## Geschichte
Das katholische Leben in Schlachtensee begann 1908, als die Ursulinen in der heutigen Altvaterstraße 9 in einer Villa ein Erholungsheim für die Schülerinnen ihres Kreuzberger Internats schufen. Dort richteten sie auch eine kleine Kapelle ein. 1923 übernahmen die Grauen Schwestern von der heiligen Elisabeth das Heim, die in der Nachbarschaft ein Altenheim eröffnet hatten.
Ab 1930 erhöhte sich die Bautätigkeit in Schlachtensee und viele Katholiken zogen dorthin. In der Kapelle des Altenheims wurden seit 1934 die Gottesdienste der neu gegründeten Lokalie gefeiert, der ein eigener Seelsorger zur Verfügung stand. Am 1. November 1936 wurde diese Lokalie zur Kuratie erhoben. Das Gemeindegebiet umfasst die Vororte Schlachtensee, Nikolassee und das ehemalige Zehlendorf-West, das zuvor zur Gemeinde Herz-Jesu Zehlendorf gehörte.
Ein passendes Grundstück von 4200 Quadratmeter für ein eigenes Gotteshaus wurde am 19. Oktober 1936 für 47.000 Reichsmark erworben. Die staatliche Genehmigung zum Bau der Kirche wurde jedoch am 1. April 1939 endgültig verweigert. Daraufhin wurde das Grundstück weiterverkauft. Nach dem Zweiten Weltkrieg konnte die Gemeinde das Grundstück zurückerwerben. Im Jahre 1950 wurde der Kirchenbauverein Schlachtensee gegründet. Am 25. Oktober 1953 erfolgte die Grundsteinlegung der Kirche, am 27. Dezember 1953 das Richtfest und am 29. Juni 1954 die Konsekration. Die Kuratie wurde am 5. April 1955 zur Pfarrei erhoben. Am 1. März 2004 fusionierten die beiden Gemeinden St. Michael und Zu den heiligen Zwölf Aposteln. Beide Gottesdienststätten blieben erhalten.

## Baubeschreibung
Die traditionellen Tendenzen der Sakralarchitektur werden in der Literatur mit dem Begriff Heimatschutzarchitektur umschrieben, die bis 1945 ihre Blüte hatte. Zu ihren Merkmalen zählt eine einfache Bauweise mit klarer Gliederung der Baumassen und die Verwendung heimischer Baustoffe. Die einzelnen in der Höhe gestaffelten Bauteile der Kirche erinnern an mittelalterliche Dorfkirchen, ebenso die kleinen, hoch angesetzten Rundbogenfenster in den Seitenwänden und das mit Ziegeln gedeckte Satteldach des Kirchenschiffs. Allerdings unterscheidet sich die Kirche Zu den Heiligen Zwölf Aposteln deutlich von den Dorfkirchen, weil das Mauerwerk verputzt ist und der querrechteckige Turm über dem Chor steht. Die Dorfkirchen in Berlin sind weitgehend aus Feldsteinen in Sichtmauerwerk errichtet, ihre Türme bilden den westlichen Abschluss, das Langhaus ist nach Osten ausgerichtet.

### Außenanlage
Das Portal im Giebel liegt in einer rundbogigen Vertiefung. Die Querschiffarme befinden sich unter den Schleppdächern des Langhauses. Auf dem halben Kegeldach über der Apsis befindet sich ein Mosaikkreuz. Im oberen Bereich der Seitenwände des Langhauses liegen drei Rundbogenfenster, zwei weitere unter den seitlichen, mit Pultdächern bedeckten Anbauten des Querriegelturms, der in der Achse des Langhauses ein Satteldach trägt. Die seitlichen Anbauten, in ihnen liegt auch die Sakristei, haben eigene Eingänge. An drei Seiten des Querriegelturms sind Fensterschlitze und darüber Klangarkaden vorhanden, auf der Seite der Apsis hat die Glockenstube ein rundes Schallloch.
| Schlagton | Gewicht | Durchmesser | Höhe   |
| --------- | ------- | ----------- | ------ |
| e′        | 1170 kg | 125 cm      | 100 cm |
| g′        | 0674 kg | 106 cm      | 082 cm |
| a′        | 0462 kg | 094 cm      | 059 cm |

### Geläut
Die drei Bronzeglocken im Turm stammen von der Glockengießerei Rudolf Perner, die den Glockenguss am 7. Oktober 1955 durchführte. Ihre Weihe fand am 27. November 1955 statt.

### Inneneinrichtung

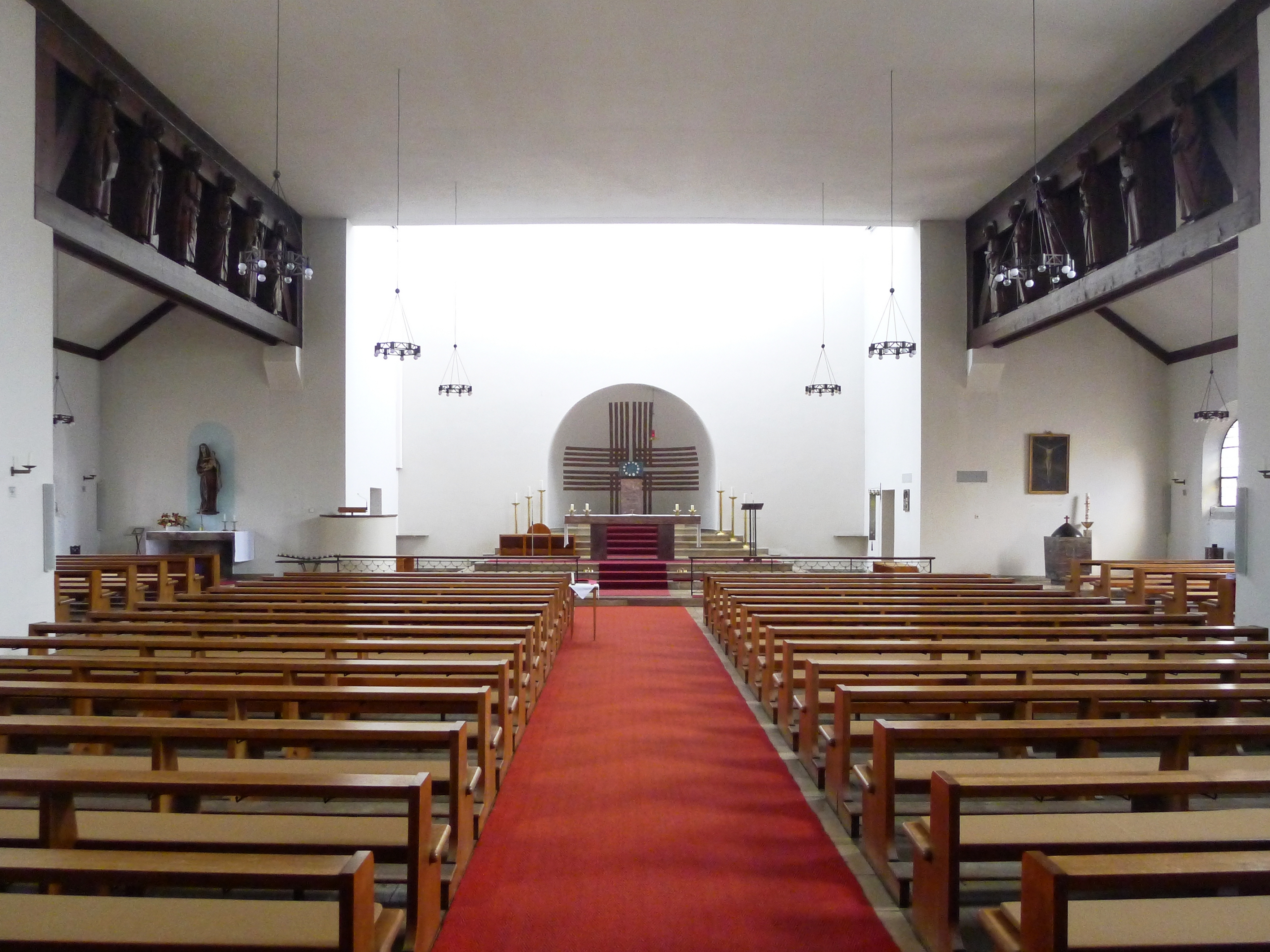
Blick auf den Altar

Die Flachdecke des gedrungen wirkenden Langhauses wird im Übergang zu den beiden neun Meter breiten Armen des Querschiffes, die unter den tief herunter geführten Schleppdächern enden, von einem Rahmen abgestützt. Auf den unteren Balken stehen je sechs hölzerne Statuen der Apostel, auf deren Schultern der obere Balken, oder auch das Dach der Kirche ruht. Hanns Schrott-Fiechtl hat diese Statuen geschnitzt. Die erste Statue, die des Petrus, wurde am 29. August 1954 aufgestellt und geweiht, der Rest folgte Zug um Zug je nach der Spendenfreudigkeit der Gemeindemitglieder bis Juni 1962, doch lag ein Modell bereits auf der Interbau vor.
Die Belichtung des Chores erfolgt indirekt durch den nach oben geöffneten Turm, in dem sich an drei Seiten Fenster befinden. Dahinter liegt die halbrunde und mit einer halben Kuppel versehene, nischenförmige Apsis mit dem von Ludwig Peter Kowalski gestalteten kreuzförmigen Mosaik. Vor der Apsis befindet sich eine Stele aus rötlichem Marmor für den Tabernakel, die das ursprüngliche Gehäuse für den Tabernakel ersetzt. Auf den fünf Stufen, die zu ihr hinaufführen, stehen sechs Leuchter. Vier Stufen führen zum Hochaltar, der von Schrott-Fiechtl aus Marmor gearbeitet wurde. Er war von Anfang an wie ein Volksaltar frei in den Raum gestellt. Der Altarraum wird vom Langhaus durch eine Kommunionbank aus geschmiedeten Gittern abgegrenzt.
Im linken Querschiffarm, in der Marienkapelle, wird oft die heilige Messe an Werktagen gefeiert. Über dem Altar ist an der Wand eine fast lebensgroße Skulptur der Maria mit dem Kind angebracht, die im frühen 17. Jahrhundert entstanden ist. Die linke Seitenkapelle wird durch einen gerundet vorspringenden Ambo mit dem Altarraum verbunden. An der Gegenseite ist eine Ikone des Christus Weltenherrscher angebracht, eine russische Arbeit des 19. Jahrhunderts.
Im rechten Querschiffarm ist, über eine Stufe erhöht, der von Hanns Schrott-Fiechtl gestaltete prismatische Block aus Marmor für das Taufbecken aufgestellt. An der Wand darüber ist eine Ölmalerei aus dem frühen 19. Jahrhundert mit der Darstellung Christi am Kreuz vor dem Hintergrund von Jerusalem angebracht. Das Bild stammt aus der Kapelle des Kreuzberger Internats.
Die am 3. März 1963 angebrachten Reliefs der vierzehn Kreuzwegstationen, von Gerhard Winner getriebene Kupferplatten, wurden später galvanisch versilbert.

## Orgel
Mit der Sammlung für eine Orgel wurde im Oktober 1956 begonnen. Sie steht auf der 14 m breiten und 4 m tiefen Empore über dem Haupteingang und wurde am 22. Mai 1960 eingeweiht. Das Instrument von Johannes Klais Orgelbau hat 1471 Orgelpfeifen mit folgender Disposition:
| I Manual C–a3 |             |        |
| 1.            | Quintade    | 16′    |
| 2.            | Praestant   | 08′    |
| 3.            | Gemshorn    | 08′    |
| 4.            | Oktave      | 04′    |
| 5.            | Rohrgedackt | 04′    |
| 6.            | Nasard      | 02 ⁄3′ |
| 7.            | Spitzflöte  | 02′    |
| 8.            | Mixtur IV–V |        |

| II Manual C–a3 |               |         |
| 9.             | Rohrflöte     | 08′     |
| 10.            | Weidenpfeife  | 08′     |
| 11.            | Holzflöte     | 04′     |
| 12.            | Prinzipal     | 02′     |
| 13.            | Terz          | 01 3⁄5′ |
| 14.            | Siffquinte    | 01 ⁄3′  |
| 15.            | Cymbel III–IV |         |
| 16.            | Rohrschalmey  | 08′     |
| 17.            | Tremulant     |         |

| Pedal C–g1 |                 |     |
| 18.        | Subbass         | 16′ |
| 19.        | Bassflöte       | 08′ |
| 20.        | Choralbass      | 04′ |
| 21.        | Nachthorn       | 02′ |
| 22.        | Trichterdulcian | 16′ |
|            |                 |     |

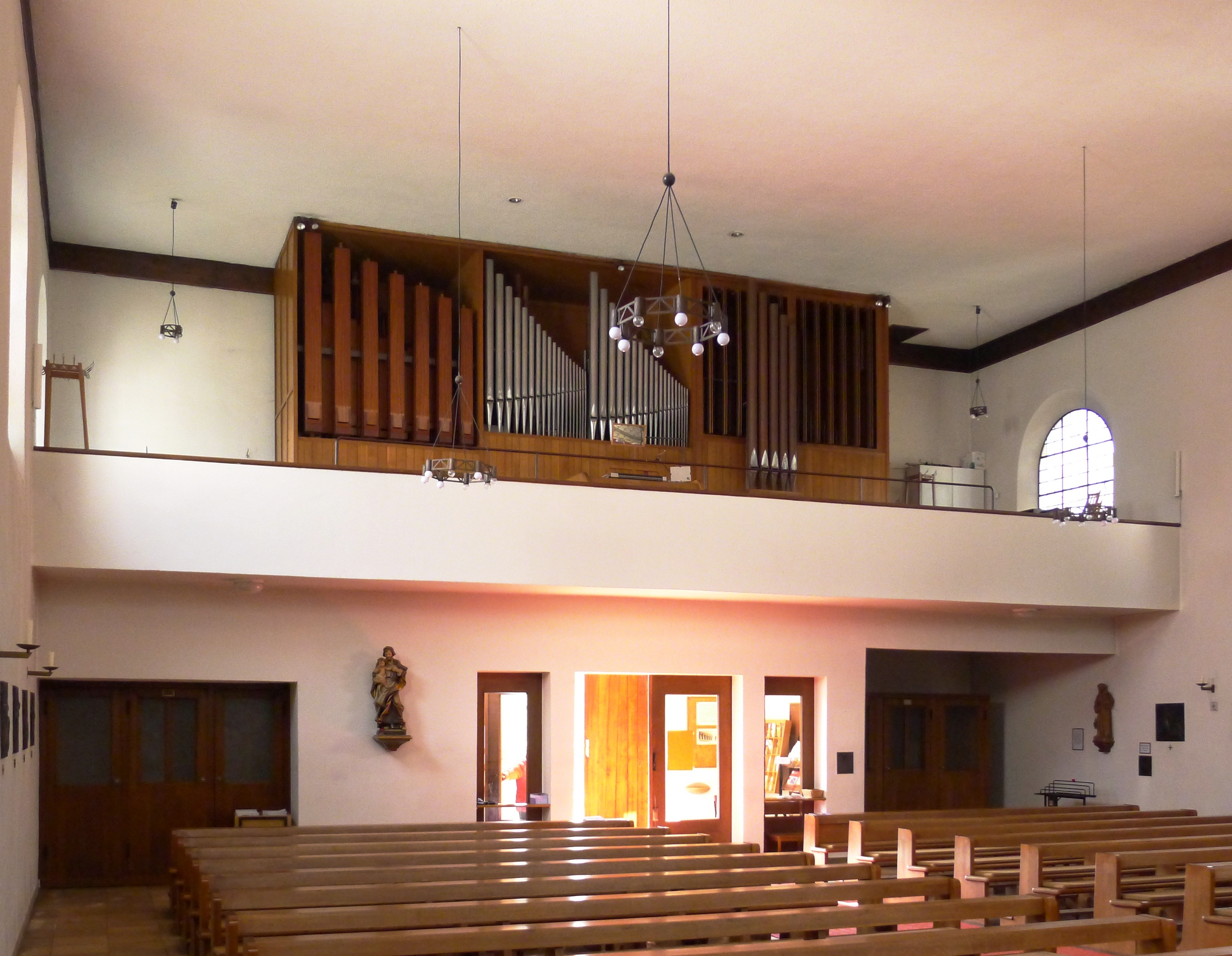
Orgelempore

Die Spieltraktur ist mechanisch, die Registertraktur ist elektrisch. Neben den Koppeln zwischen den Manualen und dem Pedal wurden drei freie Kombinationen eingebaut, ferner eine Pedalumschaltung.